# Yankee Doodle
Yankee Doodle è una nota canzone patriottica americana che trae le proprie origini dalla guerra franco-indiana, anche se molta della sua popolarità la guadagnò nel corso della guerra d'indipendenza americana e successivamente durante la guerra di secessione americana. In seguito la canzone divenne l'inno dello stato del Connecticut.

## Storia

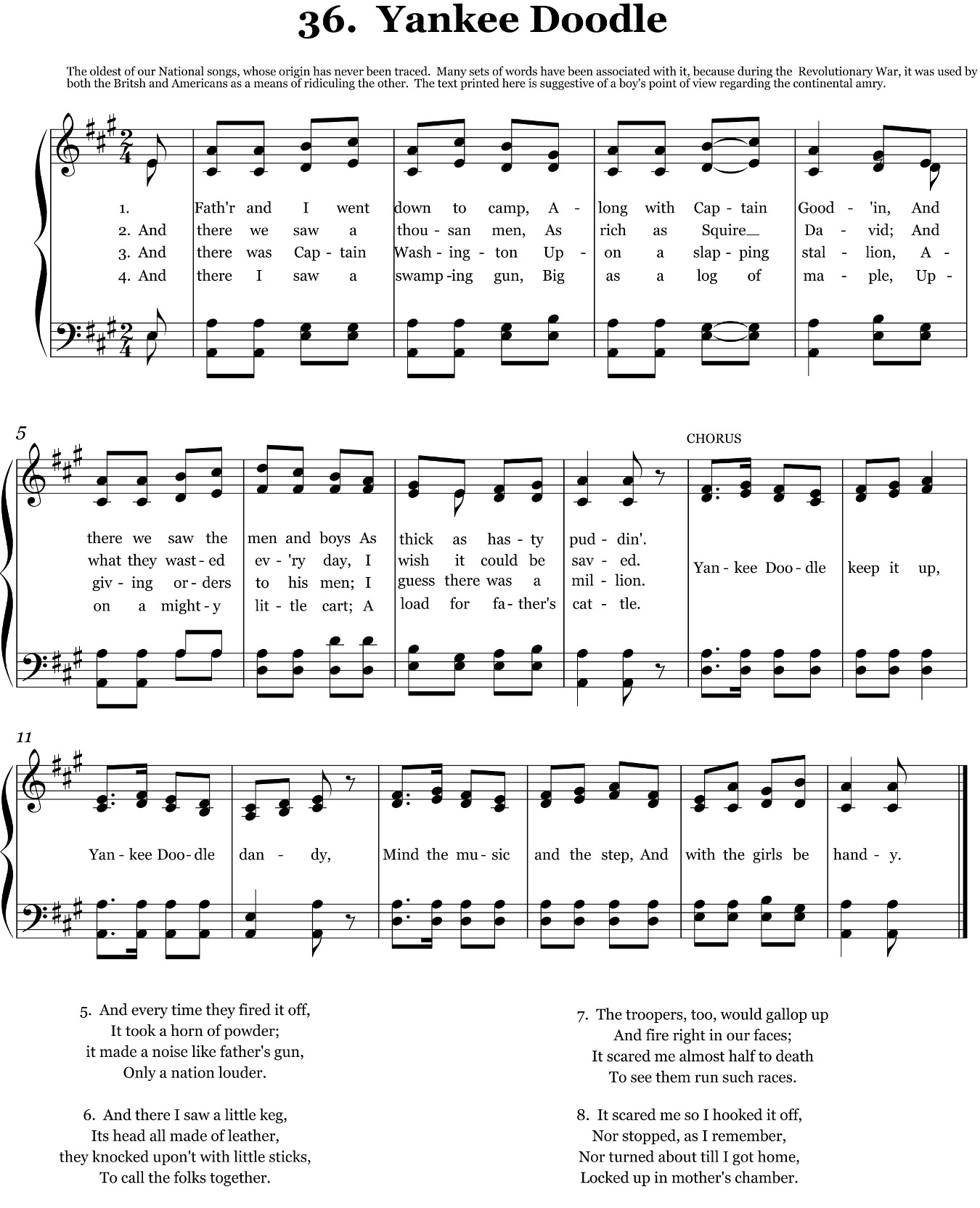
Spartito dello Yankee Doodle

La canzone trae le proprie origini dal periodo coloniale, quando gli Stati Uniti d'America erano ancora delle colonie inglesi. La canzone originariamente veniva cantata dai soldati inglesi per ridicolizzare la male organizzata milizia, composta perlopiù da volontari non di rado di umili origini, molti dei quali discendevano da emigranti olandesi, gli "Yankees" appunto. Si ritiene che la canzone utilizzi la musica di una filastrocca dell'epoca, nota come Lucy Locket, mentre il testo originale in genere viene attribuito al medico da campo inglese Doctor Richard Shuckburgh. Secondo la versione dei fatti più diffusa, il medico inglese avrebbe composto il testo della canzone dopo aver visto marciare i membri della milizia sotto il comando del colonnello Thomas Fitch, Jr., figlio del governatore del Connecticut Thomas Fitch.

### Etimologia
A causa delle diverse origini degli abitanti delle colonie, molti dei quali non provenienti da paesi anglofoni, la canzone contiene diversi termini che sono il frutto di traduzioni di parole non inglesi. Prima tra tutte la parola doodle che apparve per la prima volta all'inizio del diciassettesimo secolo e che molto probabilmente è frutto della traduzione della parola tedesca dudel o dödel, oggigiorno spesso espressa come tödel, che in italiano potrebbe essere tradotta con sempliciotto. La parola Macaroni invece si riferisce ad un tipo di capigliatura che era ampiamente di moda intorno al 1770 e che divenne sinonimo di uno stile estremamente se non quasi eccessivamente raffinato; pertanto il significato del primo verso nella versione odierna della canzone è quello di sottolineare il basso livello sociale e culturale dei coloni, per i quali già fissare una piuma sul proprio copricapo in occasione di una gita in paese era un evento eccezionale.

### Prima versione
La prima versione nota della canzone risale probabilmente al periodo compreso tra il 1755 ed il 1758, anche se non è possibile determinare con certezza tali dati.

Nella versione originale la canzone citava:
Brother Ephraim sold his Cow
And bought him a Commission;
And then he went to Canada
To fight for the Nation;
But when Ephraim he came home
He proved an arrant Coward,
He wouldn't fight the Frenchmen there
For fear of being devour'd.
Nella versione originale ci si riferisce ad un certo colonnello Ephraim Williams, personaggio storico noto all'epoca per essere stato ucciso durante la battaglia di Lake George, mentre serviva nella milizia del Massachusetts. Dopo la sua morte le sue proprietà furono donate per finanziare la costruzione di una scuola nel Massachusetts occidentale, che oggi è nota come il Williams College.
Si riferisce tuttavia che una versione altrettanto diffusa all'epoca fosse quella dedicata a Thomas Ditson, che sarebbe stato arrestato dalle autorità britanniche nell'intento di acquistare un moschetto a Boston nel marzo del 1775. Ciò nonostante combatté in seguito nella battaglia di Concord.
Yankee Doodle came to town,
For to buy a firelock,
We will tar and feather him,
And so we will John Hancock.

### Versione odierna

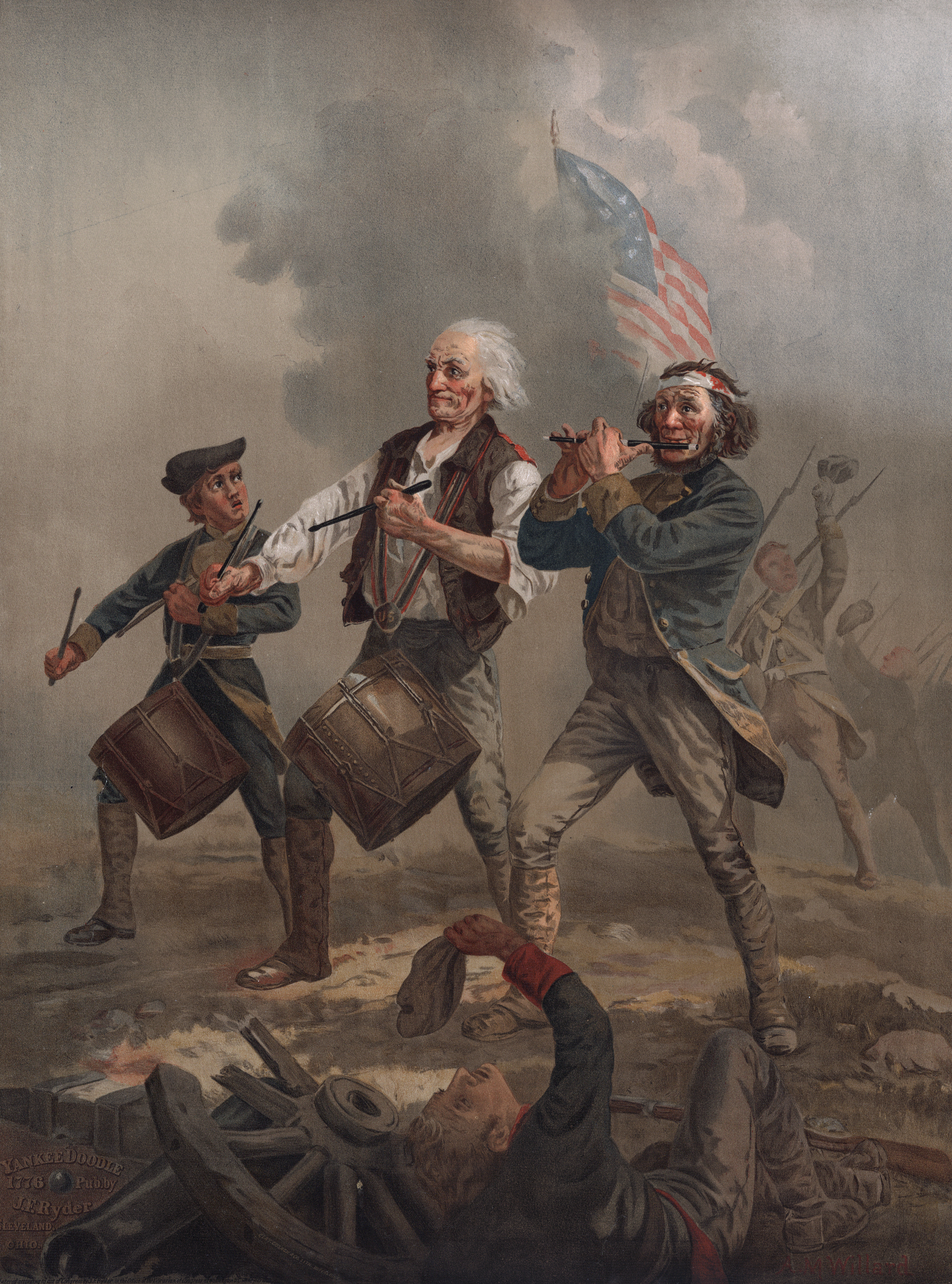
The Spirit of '76 anche detto Yankee Doodle. Olio su tela di Archibald MacNeal Willard

Di seguito si riporta la versione odierna:
Yankee Doodle went to town
A-riding on a pony,
Stuck a feather in his cap
And called it macaroni'.
coro:
Yankee Doodle keep it up,
Yankee Doodle dandy,
Mind the music and the step,
And with the girls be handy.
Fath'r and I went down to camp,
Along with Captain Gooding,
And there we saw the men and boys
As thick as hasty pudding.
coro
And there we saw a thousand men
As rich as Squire David,
And what they wasted every day,
I wish it could be saved.
coro
The 'lasses they eat it every day,
Would keep a house a winter;
They have so much, that I'll be bound,
They eat it when they've mind ter.
coro
And there I see a swamping gun
Large as a log of maple,
Upon a deuced little cart,
A load for father's cattle.
coro
And every time they shoot it off,
It takes a horn of powder,
and makes a noise like father's gun,
Only a nation louder.
coro
I went as nigh to one myself
As 'Siah's inderpinning;
And father went as nigh again,
I thought the deuce was in him.
coro
Cousin Simon grew so bold,
I thought he would have cocked it;
It scared me so I shrinked it off
And hung by father's pocket.
coro
And Cap'n Davis had a gun,
He kind of clapt his hand on't
And stuck a crooked stabbing iron
Upon the little end on't
coro
And there I see a pumpkin shell
As big as mother's bason,
And every time they touched it off
They scampered like the nation.
coro
I see a little barrel too,
The heads were made of leather;
They knocked on it with little clubs
And called the folks together.
coro
And there was Cap'n Washington,
And gentle folks about him;
They say he's grown so 'tarnal proud
He will not ride without em'.
coro
He got him on his meeting clothes,
Upon a slapping stallion;
He sat the world along in rows,
In hundreds and in millions.
coro
The flaming ribbons in his hat,
They looked so tearing fine, ah,
I wanted dreadfully to get
To give to my Jemima.
coro
I see another snarl of men
A digging graves they told me,
So 'tarnal long, so 'tarnal deep,
They 'tended they should hold me.
coro
It scared me so, I hooked it off,
Nor stopped, as I remember,
Nor turned about till I got home,
Locked up in mother's chamber.
coro